# Confederazione Tedesca del Nord
La Confederazione Tedesca del Nord o Confederazione Germanica del Nord (ted.: Norddeutscher Bund) fu dapprima un'alleanza e confederazione di Stati indipendenti (1866) e poi un vero e proprio Stato federale (dal luglio 1867). Fu fondata dopo la guerra austro-prussiana e comprendeva gli Stati tedeschi a nord del fiume Meno per un totale di 22 membri e circa 30.000.000 di persone. Essa fu il primo Stato moderno della nazione tedesca e la base per il successivo impero.
Dopo diverse proposte da ambo le parti per riformare la Confederazione germanica (fondata nel 1815), la principale potenza della Germania settentrionale, la Prussia, lasciò la Confederazione germanica assieme a una serie di alleati ed iniziò uno scontro latente, dal momento che gli Stati della Confederazione tedesca erano patrocinati dall'Austria, mentre i dissidenti erano guidati dalla Prussia.
Dopo la breve guerra austro-prussiana del luglio del 1866, la Prussia fondò coi suoi alleati la Confederazione Tedesca del Nord. In un primo tempo essa fu solo un'alleanza militare tra stati indipendenti (August-Bündnis), ma poco dopo pervenne l'intenzione di formare una vera e propria federazione di Stati basata su una costituzione comune, progetto che venne realizzato nel 1867.
La Confederazione Tedesca del Nord è oggi reputata fondamentale per l'unificazione economica e giuridica della Germania, dal momento che molti dei suoi cardini vennero poi recuperati dall'Impero tedesco.

## Storia

### Le origini sino al 1867
Nel 1815, dopo la sconfitta finale di Napoleone, i principi tedeschi e le libere città imperiali avevano dato vita a una Confederazione germanica, come successore del Sacro Romano Impero che era stato sciolto nel 1806. La sovranità rimase comunque individuale ai diversi Stati tedeschi i quali, a differenza del periodo imperiale, erano ora Stati sovrani di pieno diritto. Vi furono diversi tentativi di creare uno Stato moderno, soprattutto durante i moti del 1848 che però non fecero altro che far emergere la rivalità tra l'Austria, tradizionale potenza in Germania, e la potenza emergente della Prussia. La guerra austro-prussiana del 1866 dimostrò la superiorità militare della Prussia, guidata dal suo ingegnoso ed energico primo ministro Otto von Bismarck.
Dopo la guerra la Prussia annetté gran parte dei territori dei suoi avversari a nord del fiume Meno, come ad esempio il Regno di Hannover, siglando con gli altri Stati della Germania settentrionale il 18 agosto il trattato della Confederazione Tedesca del Nord. L'alleanza aveva a quel tempo 15 membri, con l'80% degli abitanti viventi in Prussia (un'exclave di notevole importanza per la Confederazione Tedesca del Nord fu il territorio prussiano della Provincia di Hohenzollern, nel sud). L'Assia-Darmstadt divenne parte della Confederazione solo per la sua parte settentrionale. Venne anche progettata, ma mai creata, una Confederazione Tedesca del Sud, come menzionato nella pace di Praga del 1866.
Il 15 dicembre 1866, Bismarck presentò la proposta per creare una più stretta unione politica tra i vari Stati della Confederazione. Il 7 febbraio 1867 la comune proposta di governo era ormai redatta con le modifiche proposte dagli Stati che sostanzialmente non alterarono il progetto guidato dalla Prussia. L'idea non era quella di imporre a tutti una nuova costituzione, ma di stipularla assieme ai rappresentanti del popolo. Questo portò alla creazione di un konstituierender, un parlamento della Germania del Nord, dal 12 febbraio successivo. Questo Norddeutscher Reichstag accettò la costituzione federale con piccolissimi cambiamenti il 16 aprile 1867 ed essa divenne legge dal 1º luglio di quell'anno. Di conseguenza, venne eletto un nuovo Reichstag, l'unico per tutta l'esistenza della Confederazione Tedesca del Nord. Bismarck divenne il primo e unico Bundeskanzler (Cancelliere Confederale) della Germania del Nord, come capo dell'esecutivo.

### Quattro anni di legislazione
La costituzione aprì le porte della Confederazione anche agli Stati della Germania meridionale. Nella situazione del 1866-1867, ad ogni modo, la Francia non aveva accettato la crescita della potenza della Prussia proprio a contatto coi propri confini di Stato. Bismarck, poco dopo la guerra con l'Austria e la conclusione dei negoziati per la costituzione, si preparò al conflitto con la Francia che appariva ormai imminente.
Durante i circa quattro anni di esistenza della Confederazione Tedesca del Nord i suoi atti legislativi furono perlopiù orientati all'unificazione della Germania. Il Reichstag si occupava di leggi su:
- libero movimento dei cittadini tra i territori della Confederazione (1867)
- comune sistema postale (1867/1868)
- passaporti comuni (1867)
- comuni leggi militari basate sul modello prussiano (1867)
- eguali diritti per le differenti denominazioni (1869)

La Confederazione Tedesca del Nord divenne membro dello Zollverein, l'unione doganale tedesca stabilita nel 1834. Dopo i negoziati del 1867, il 1º gennaio 1868 venne confermata l'organizzazione di nuove istituzioni: un consiglio per i governi e un parlamento comune. Bismarck era speranzoso nel fatto che lo Zollverein potesse diventare un veicolo per l'unificazione tedesca. Ma nel 1868 lo Zollverein elesse perlopiù partiti anti-prussiani.
Successivamente, a metà degli anni sessanta dell'Ottocento, una crisi diplomatica circa il trono spagnolo portò alla guerra franco-prussiana. Durante la guerra, il 18 gennaio 1871 la Confederazione Tedesca del Nord e gli stati meridionali di Baviera, Württemberg e Baden (insieme alle regioni meridionali dell'Assia-Darmstadt che non facevano parte della confederazione), formarono un nuovo Stato. Esso venne inizialmente definito col nome di Deutscher Bund, come la vecchia Confederazione germanica, ma il nome venne presto cambiato in Deutsches Reich (Impero tedesco). La costituzione ufficiale dell'Impero di Germania, il 16 aprile 1871, ricalcò le istituzioni della Confederazione Tedesca del Nord, adottandone persino la bandiera nazionale. Il 3 marzo 1871 venne dunque eletto un nuovo Reichstag.

## Ordinamento politico
Dal 1867 lo Stato si dotò di una costituzione ad opera del cancelliere Otto von Bismarck, unico cancelliere in tutta la storia dello Stato. La federazione era costituita da 22 stati, 19 monarchie e 3 città libere e anseatiche. Ogni stato manteneva le sue leggi e le sue istituzioni, purché non andassero in contraddizione con la costituzione.
La presidenza della confederazione (Bundespräsidium) spettava al re di Prussia in quanto era anche il capo dello Stato più grande e importante. Spettava solo a lui nominare il capo del governo chiamato cancelliere federale (Bundeskanzler) per non confonderlo coi vari primi ministri (Ministerpräsident) dei singoli Stati.
La federazione disponeva di due camere, in cui risiedeva il potere legislativo: la camera bassa, eletta a suffragio universale maschile, era la Dieta del Reich (Reichstag); la seconda era il Consiglio Federale (Bundesrat), composto dai rappresentanti a cui ogni Stato aveva diritto a seconda della grandezza del suo territorio.
L'organo legislativo non poteva sfiduciare il cancelliere, in cambio egli, a differenza degli altri capi di governo di Stati parlamentari, non poteva legiferare.
Le istituzioni della Confederazione verranno poi sostanzialmente riprese dall'Impero tedesco.

## Francobolli

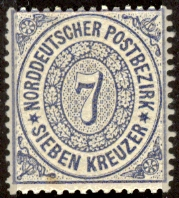
Francobollo della Confederazione Tedesca del Nord da 7 kreuzer del 1868

Una delle funzioni principali della Confederazione per garantire il libero commercio all'interno delle aree degli Stati membri e sviluppare lentamente un senso di unificazione, fu il mantenimento di un comune sistema postale e l'emissione di francobolli comuni.

## Stati membri
| Stato                                       | Stato                                                                       | Capitale      |
| ------------------------------------------- | --------------------------------------------------------------------------- | ------------- |
| Regni (Königreiche)                         |                                                                             |               |
|                                             | Prussia (Preußen)                                                           | Berlino       |
|                                             | Sassonia (Sachsen)                                                          | Dresda        |
| Granducati (Großherzogtümer)                |                                                                             |               |
|                                             | Assia (Hessen) (solo l'Assia Superiore, la provincia a nord del fiume Meno) | Gießen        |
|                                             | Meclemburgo-Schwerin                                                        | Schwerin      |
|                                             | Meclemburgo-Strelitz                                                        | Neustrelitz   |
|                                             | Oldenburg                                                                   | Oldenburg     |
|                                             | Sassonia-Weimar-Eisenach (Sachsen-Weimar-Eisenach)                          | Weimar        |
| Ducati (Herzogtümer)                        |                                                                             |               |
|                                             | Anhalt                                                                      | Dessau        |
|                                             | Brunswick (Braunschweig)                                                    | Braunschweig  |
|                                             | Sassonia-Altenburg (Sachsen-Altenburg)                                      | Altenburg     |
|                                             | Sassonia-Coburgo-Gotha (Sachsen-Coburg und Gotha)                           | Coburgo       |
|                                             | Sassonia-Meiningen (Sachsen-Meiningen)                                      | Meiningen     |
| Principati (Fürstentümer)                   |                                                                             |               |
|                                             | Lippe                                                                       | Detmold       |
|                                             | Reuss-Gera                                                                  | Gera          |
|                                             | Reuss-Greiz                                                                 | Greiz         |
|                                             | Schaumburg-Lippe                                                            | Bückeburg     |
|                                             | Schwarzburg-Rudolstadt                                                      | Rudolstadt    |
|                                             | Schwarzburg-Sondershausen                                                   | Sondershausen |
|                                             | Waldeck-Pyrmont                                                             | Arolsen       |
| Libere città anseatiche (Freie Hansestädte) |                                                                             |               |
|                                             | Brema                                                                       |               |
|                                             | Amburgo                                                                     |               |
|                                             | Lubecca                                                                     |               |